# Hyalyris florida
Hyalyris florida är en fjärilsart som beskrevs av Johannes Karl Max Röber 1930. Hyalyris florida ingår i släktet Hyalyris och familjen praktfjärilar. Inga underarter finns listade i Catalogue of Life.